# Dei Filius

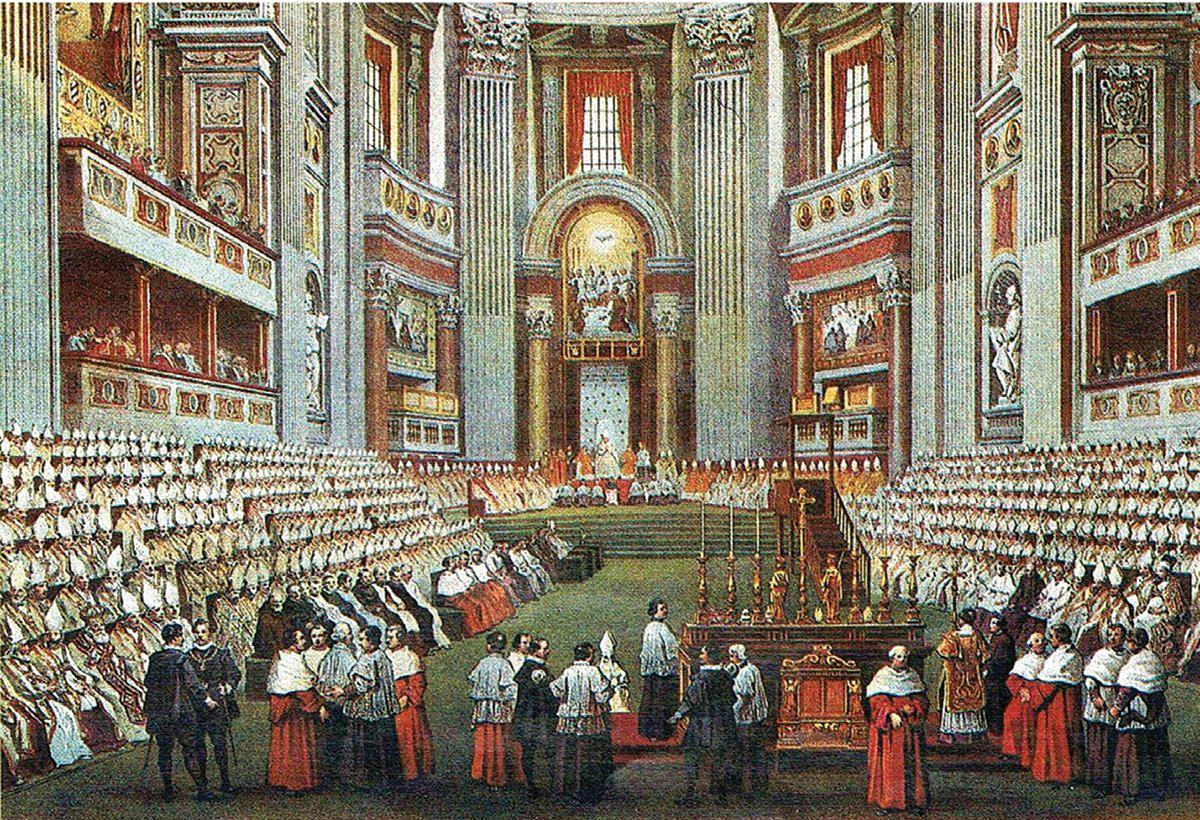
Tableau comptemporain du premier concile du Vatican

Dei Filius (en français : Fils de Dieu) est le titre de la première constitution dogmatique du Ier concile œcuménique du Vatican. Traitant de la relation entre Foi et Raison humaine, la constitution est promulguée par le pape Pie IX le 24 avril 1870.

## Contenu
Dei Filius développe la conception d'un double ordre de la connaissance humaine. Le premier, à un certain niveau, est alimenté par la raison humaine, l'autre, à un autre niveau, par la foi religieuse.  Bien que la foi soit d'un ordre supérieur à celui de la raison il ne peut jamais y avoir de réel désagrement entre les deux, car c'est le même Dieu unique qui est source de l'une comme de l'autre. Dieu est la source de la Révélation divine et de la foi religieuse, et le même Dieu a accordé à l'esprit humain la lumière de la réflexion. La Vérité est donc 'Une'. Non seulement Foi et Raison ne peuvent jamais réellement être en opposition, mais au contraire elles se soutiennent l'une l'autre. 

## Description
Ces vues sont inspirées des œuvres du théologien jésuite Johann Baptist Franzelin concernant la foi catholique et les articulations entre foi et raison. Œuvre remarquable et équilibrée d'après Roger Aubert, cette constitution présente « un exposé dense et lumineux de la doctrine catholique sur Dieu, la révélation et la foi ». 
Elle reste cependant marquée par un certain juridisme et par une forme d'extrinsécisme propre à la théologie romaine de l'époque. De plus, elle n’aborde pas les questions relatives à l'usage des sciences historiques dans l'exégèse des textes bibliques, et il faudra attendre les encycliques Providentissimus Deus (1893) de Léon XIII et surtout Divino Afflante Spiritu (1943) de Pie XII pour que les théologiens et exégètes catholiques se sentent plus à l'aise sur ce point.
Un autre texte important à cet égard est la constitution Dei Verbum adoptée au concile Vatican II.